# Alexeï Tchijov
Pour les articles homonymes, voir Tchijov.
Alexeï Tchijov (russe : Алексей Чижов), né le 15 octobre 1964 à Ijevsk en Oudmourtie (Russie), est un damiste soviétique puis russe qui a remporté dix fois le titre de champion du monde entre 1988 et 2005, record que seul Alexander Georgiev est parvenu à égaler. Grand maître international, il a également été champion d'URSS (nl) en 1988 et 1990 et champion d'Europe en 2012 et 2016.